# Transkaryotic Therapies
Transkaryotic Therapies  war ein 1988 gegründetes, US-amerikanisches biopharmazeutisches Unternehmen mit Hauptsitz in Cambridge, Massachusetts und weiteren Filialen in Europa, Kanada und Südamerika.
Das Unternehmen hatte sich auf die Erforschung, Entwicklung und Vermarktung von Therapien von Krankheiten die durch Proteinmangel hervorgerufen werden spezialisiert. Zum Produktportfolio gehörten das Mittel Replagal®, das in der Therapie gegen Morbus Fabry angewendet wird. Ferner befanden sich Therapien zur Behandlung von Mukopolysaccharidose des Typs II (Morbus Hunter) und von Morbus Gaucher in der Entwicklungsphase.
In Kooperation mit Sanofi-Aventis und Lonza entwickelte TKT das Produkt DynEpo®, ein Erythropoetin-Derivat für die Therapie von Anämien, das durch patentierte Genaktivierungstechnologie in transformierten humanen Zellen erzeugt wird. Eine Zulassung für den europäischen Markt besteht seit dem 18. März 2002.
Im Jahr 2005 wurde TKT von dem britischen Pharmakonzern Shire Pharmaceuticals übernommen.